# Souk El Gharb
Souk-El-Gharb (arabe : سوق الغرب) est un village libanais situé dans le caza d'Aley au Mont-Liban.

## Personnalités liées
- Grégoire Haddad (1924-2015), prélat catholique de l'Église grecque-catholique melkite
- Gabriel Saliby (1925-2007), métropolite de l'archidiocèse orthodoxe antiochien d'Europe occidentale et centrale